# Курортний район
Куро́ртний райо́н — район Санкт-Петербурга, розташований в північно-західній частині міста на північному березі Фінської затоки смугою середньої ширини 6-8 км і довжиною 50 км. Загальна площа району становить 26791,77 га. Більшу частину площі займає рослинний світ, який називають «легенями» міста. Сприятливий клімат району дав узбережжю славу Північного Курорту Росії. Район багатий на поверхневі водні ресурси та підземні запаси води.
До складу району входять 11 муніципальних утворень — 2 міста і 9 селищ:
- місто Зеленогорськ
- місто Сестрорецьк
- селище Білоострів
- селище Комарово
- селище Молодіжне
- селище Пісочний
- селище Репіно
- селище Сєрово
- селище Смолячково
- селище Солнєчне
- селище Ушково

За даними Петростату, в 2007-у чисельність населення склала 67,9 тис.чол. У тому числі 31,3 тис. чоловіків і 36,6 тис. жінок. Щільність населення району дорівнює 253 чол. на 1 кв.км. 60 % з них проживають в Сестрорецьку.
| Росія | Це незавершена стаття з географії Росії. Ви можете допомогти проєкту, виправивши або дописавши її. |